# Кулифеев, Владимир Константинович
Владимир Константинович Кулифеев — российский учёный (металлургия цветных металлов), доктор технических наук, профессор.
Родился 03.11.1925 г.
Окончил Московский институт цветных металлов и золота (1950), квалификация инженер-металлург.
Работает в МИСиС, в настоящее время — профессор-консультант.
Область научных интересов: металлургия цветных редких, радиоактивных металлов (уран, торий, РЗМ, кальций, литий и др.)
Докторская диссертация: Физико-химические основы, разработка технологии и аппаратурного оформления алюминотермического получения лития из отходов : диссертация … доктора технических наук : 05.16.03. — Москва, 1995. — 286 с.
Курсы лекций:
- Основы термодинамического и физико-химического анализа металлотермических процессов восстановления,
- Проектирование цехов редкометалльной промышленности.

Книги:
- Литий : к 75-летию Моск. гос. ин-та стали и сплавов (Технол. ун-та) / В. К. Кулифеев, В. В. Миклушевский, И. И. Ватулин. — Москва : МИСИС, 2006 (М. : ППП Типография «Наука»). — 239 с. : ил., табл.; 22 см. — (Металлургия и материаловедение XXI века).; ISBN 5-87623-137-1 (В пер.)
- Комплексное использование сырья и отходов. Переработка техногенных отходов : курс лекций / В. К. Кулифеев, В. П. Тарасов, А. Н. Кропачев; под ред. В. В. Миклушевского. — Москва : Изд. дом МИСиС, 2009. — 90 с. : ил., табл.; 21 см. — (Государственный технологический университет Московский институт стали и сплавов МИСиС, Кафедра металлургии цветных, редких и благородных металлов / Федеральное агентство по образованию; № 1931).; ISBN 978-5-87623-249-6
- Металлургия редкоземельных и радиоактивных редких металлов и проектирование цехов. Раздел «Аффинажные и разделительные процессы в металлургии редкоземельных и радиоактивных металлов» : Курс лекций для студентов спец. 11.02 / В. К. Кулифеев, А. С. Медведев; Моск. ин-т стали и сплавов, Каф. редких, радиоактив. металлов и порошковой металлургии. — М. : МИСИС, 1988. — 73 с. : ил.; 20 см.
- Металлургия редкоземельных и радиоактивных металлов [Текст] : физико-химические основы и технология получения редких, редкоземельных и радиоактивных металлов : учебное пособие для студентов высших учебных заведений, обучающихся по направлению Метуллургия / В. К. Кулифеев, В. П. Тарасов, А. Н. Кропачев ; Федеральное гос. авт. образовательное учреждение высш. проф. образования "Национальный исследовательский технологический ун-т «МИСиС». — Москва : Изд. дом МИСИС, 2013. — 74 с. : ил., табл.; 21 см; ISBN 978-5-87623-653-1
- Утилизация литиевых химических источников тока [Текст] : монография / В. К. Кулифеев, В. П. Тарасов, О. Н. Криволапова ; М-во образования и науки РФ, Федеральное гос. образовательное учреждение высш. проф. образования "Нац. исслед. технологический ун-т «МИСиС». — Москва : Изд. Дом МИСИС, 2010. — 261 с. : ил., табл., цв. ил.; 21 см; ISBN 978-5-87623-364-6
- Металлургия редких металлов : лабораторный практикум / В. К. Кулифеев [и др.] ; Моск. ин-т стали и сплавов; под ред. В. В. Миклушевского. — Москва : Изд. Дом МИСиС, 2008. — 86 с. : ил.; 21 см.
- Разработка строительной части при проектировании цехов редкометальной промышленности с использованием системы автоматизированного выполнения курсовых и дипломных проектов : учеб.-метод. пособие / Кулифеев В. К., [и др.] ; Моск. гос. ин-т стали и сплавов (ТУ); под ред. В. С. Стрижко. — Москва : Учёба МИСИС, 2006 (М. : Учёба). — 119 с.; 20 см.
- Кальций [Текст] : монография / В. К. Кулифеев, А. Н. Кропачев; под ред. В. П. Тарасова ; М-во образования и науки РФ, Федеральное гос. бюджетное образовательное учреждение высш. проф. образования "Нац. исслед. технол. ун-т «МИСиС», Каф. цв. металлов и золота. — Москва : МИСиС, 2015. — 301 с. : ил., табл.; 21 см. — (Металлургия и материаловедение XXI века).; ISBN 978-5-87623-921-1 : 200 экз.

Награждён медалями «За доблестный труд . В ознаменование 100-летия со дня рождения В. И. Ленина» (1970), «В память 850-летия Москвы» (1997), «Ветеран труда» (1984).
Трое детей.
Кулифеев Александр Владимирович, 09.07.1952 г.р.
Африкантова Татьяна Владимировна, 27.04.1955 г.р.
Кулифеев Владимир Владимирович, 14.06.1966 г.р.